# Roma (Texas)
Roma é uma cidade localizada no estado norte-americano do Texas, no Condado de Starr.

## Demografia
Segundo o censo norte-americano de 2000, a sua população era de 9617 habitantes.
Em 2006, foi estimada uma população de 11.173, um aumento de 1556 (16.2%).

## Geografia
De acordo com o United States Census Bureau tem uma área de
7,4 km², dos quais 7,1 km² cobertos por terra e 0,3 km² cobertos por água.

## Localidades na vizinhança
O diagrama seguinte representa as localidades num raio de 8 km ao redor de Roma.